# Karnet ATA
Karnet ATA – międzynarodowy dokument celny, który umożliwia i usprawnia odprawę celną towarów, wywożonych tymczasowo, np. w celach akwizycyjnych czy wystawienniczych. Wydawanie karnetów ATA i jego użycie jest uregulowane Konwencją o Tymczasowej Odprawie Celnej podpisanej w Stambule 26 lipca 1990. Akronim ATA pochodzi od kombinacji terminu w języku francuskim Admission Temporaire i angielskim Temporary Admission.
Karnet ATA eliminuje zawiłą procedurę celną związaną z odprawą czasową. Użytkownik karnetu nie musi wypełniać dokumentu SAD, deklaracji celnych, czy też składać depozytów na wszystkich przekraczanych granicach.
Wzór tego dokumentu i sposób jego użycia zostały opracowane przez Radę Współpracy Celnej z pomocą Międzynarodowego Biura Izb Handlowych, działającego przy Międzynarodowej Izbie Handlowej w Paryżu. Prawo do wydawania karnetów posiadają afiliowane przy Międzynarodowej Izbie Handlowej organizacje handlowe, krajów które przystąpiły do Konwencji. W Polsce jest to Krajowa Izba Gospodarcza. Całym systemem ATA zarządza Międzynarodowe Biuro Izb Handlowych.

## Zakres zastosowania karnetu
Konwencja ATA przewiduje następujące kategorie towarów, które mogą być przewożone z zastosowaniem karnetu ATA:
- próbki i wzory handlowe: wywożone za granicę w celach akwizycji, rozpoznania rynku, zademonstrowania wzorów przed zawarciem kontraktu handlowego,
- towary przeznaczone na targi i wystawy: wszelkiego rodzaju eksponaty, obudowy stoisk, wystrój stoisk itp.,
- wyposażenie zawodowe: sprzęt filmowy i telewizyjny, rekwizyty teatralne, instrumenty muzyczne, sprzęt sportowy, aparatura badawcza, narzędzia itp[3].

Karnet ATA upoważnia do przewożenia towarów przez terytoria państw sygnatariuszy Konwencji. W sierpniu 2012 były to:
Algieria, Andora, Australia, Austria, Belgia/Luksemburg, Białoruś, Bośnia i Hercegowina, Bułgaria, Chile, Chiny, Chorwacja, Cypr, Czarnogóra, Czechy, Dania, Estonia, Finlandia, Francja, Gibraltar, Grecja, Hiszpania, Hongkong, Indie, Iran, Irlandia, Islandia, Izrael, Japonia, Kanada, Republika Korei, Liban, Litwa, Łotwa, Macedonia, Makau, Malezja, Malta, Maroko, Mauritius, Meksyk, Mołdawia, Mongolia, Niderlandy, Niemcy, Norwegia, Nowa Zelandia, Pakistan, Polska, Portugalia, RPA, Rosja, Rumunia, Senegal, Serbia, Singapur, Słowacja, Słowenia, Sri Lanka, Szwajcaria, Szwecja, Tajlandia, Tunezja, Turcja, Ukraina, USA, Węgry, Wielka Brytania, Włochy, Wybrzeże Kości Słoniowej, Zjednoczone Emiraty Arabskie.
W związku z przystąpieniem Polski do Unii Europejskiej, od 1 czerwca 2004, karnet ATA nie jest wymagany do przewozu towarów w ramach Unii.

## Wydawanie i użycie karnetów
Prawo do nabywania karnetów przysługuje zarówno osobom prawnym, jak też fizycznym, po złożeniu kopii odpowiednich dokumentów poświadczonych notarialnie za zgodność z oryginałem (REGON, wpis do rejestru o działalności gospodarczej, NIP) oraz ewentualnie dodatkowego zabezpieczenia gotówkowego. Szczegółowe zasady wydawania i posługiwania się karnetami ATA są opisane na stronie Krajowej Izby Gospodarczej.
Karnet ATA jest ważny 12 miesięcy od daty wydania, należy jednak przestrzegać terminu powrotnego wywozu, wyznaczonego przez odpowiedni urząd celny. Przekroczenie terminu odprawy czasowej wiąże się z koniecznością uiszczenia opłat celnych. Termin ważności karnetu ATA nie może być przedłużany. Jednakże w niektórych przypadkach dopuszcza się jednorazowe zastąpienie karnetu ATA, który traci ważność – nowym, ważnym przez następne 12 miesięcy.
Na podstawie karnetu ATA można wywieźć towar do jednego lub kilku krajów. Karnet ATA może być wykorzystywany wielokrotnie w okresie ważności (pod warunkiem, że lista towarów nie ulegnie zmianie). Na każdy kolejny wyjazd z Polski / Unii Europejskiej potrzebny jest dodatkowy komplet kart.